# Mladý Frankenstein
Mladý Frankenstein (anglicky občas překládáno jako Young Frankenstein) je horrorová parodie, kterou napsal, režíroval a hrál v ní Mel Brooks. Premiéra se konala 15. prosince 1974. Film zaznamenal pouze nízký zisk, ale postupem času se stal filmem kultovním.
Příběh a postavy parodují především Frankensteina, ale najdeme zde i narážky na Bride of Frankenstein.

## Obsazení
| Herec           | Role                         |
| --------------- | ---------------------------- |
| Gene Wilder     | Dr. Frederick Frankenstein   |
| Marty Feldman   | Igor                         |
| Peter Boyle     | Monster                      |
| Madeline Kahn   | Elizabeth                    |
| Cloris Leachman | Frau Blücher                 |
| Teri Garr       | Inga                         |
| Kenneth Mars    | Hans Wilhelm Friederich Kemp |
| Gene Hackman    | The blind man                |
| Richard Haydn   | Herr Falkstein               |
| Liam Dunn       | Mr Hilltop                   |
| Danny Goldman   | Student                      |